# Саутерк (станція метро)

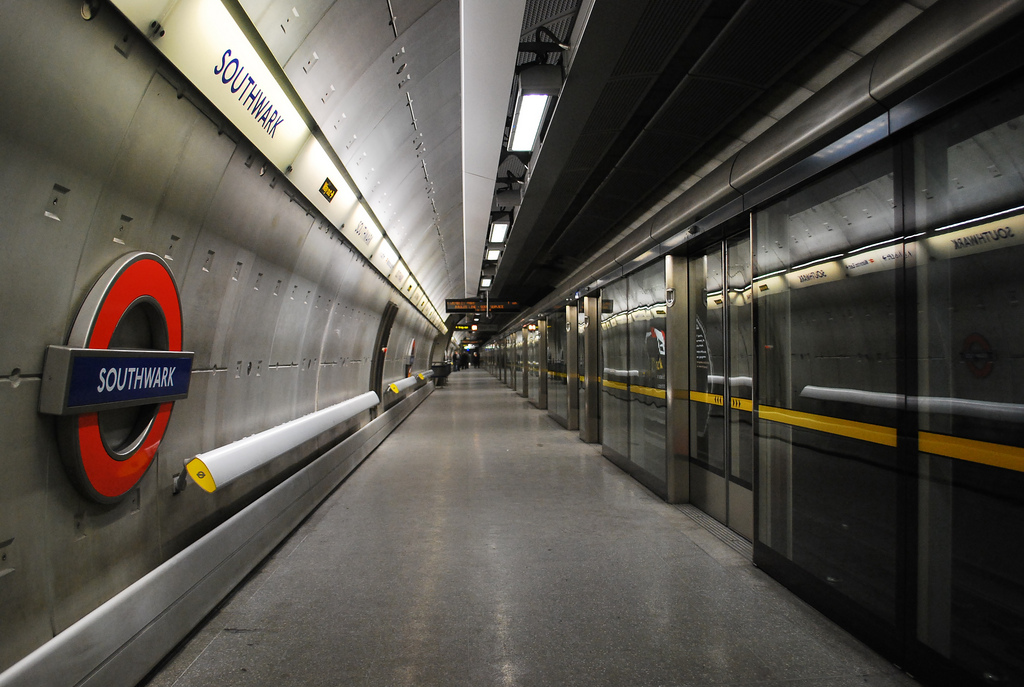
Платформа метростанції Саутерк

51°30′14″ пн. ш. 0°06′18″ зх. д. / 51.503889° пн. ш. 0.105° зх. д.
Саутерк (англ. Southwark) — станція лінії Джубилі Лондонського метро, розташована у районі лондонського боро Саутерк під рогом Блекфрайерс-роуд та Зе-Кат, між станціями Ватерлоо та Лондон-брідж. Станція розташована у 1-й тарифній зоні. Пасажирообіг на 2017 рік — 16.71 млн осіб
Станція була відкрита 20 листопада 1999 року. як частина розширення лінії Джубилі. Через дорогу від входу в станцію — закритий вокзал залізничної станції Блекфрайерс-роуд.

## Пересадки
- Автобуси оператора London Buses маршруту: 45, 63, 388 та нічних маршрутів N63, N89
- Існує пряме сполучення з вокзалом станції Ватерлоо-Іст